# Keith Holmes
Keith Pickett Holmes (Washington, 30 marzo 1969) è un pugile statunitense.